# 팔중주 (베토벤)
루트비히 판 베토벤에 의해 쓰인 《팔중주 내림마장조, 작품 번호 103》은 두 개의 오보에, 두 개의 클라리넷, 두 개의 호른, 두 개의 바순을 위한 작품이다.

## 개요
베토벤은 1792년에 빈에 정착하기 전에 본에서 이 작품을 썼다. 그는 1795년에 팔중주를 그의 첫 번째 현악 오중주 작품(작품 번호 4)으로 재작업하고 확장했다. 이 작품은 베토벤의 사후인 1834년이 되어서야 아르타리아 출판사에 의해 출판되었기 때문에, 작곡 날짜에도 불구하고 높은 작품 번호를 설명한다.
자필 악보의 앞 면에는 "연주회에서"라는 문구가 적혀 있어, 이 작품이 (적어도 한 단계에서) 연주회를 위해 운명지어졌음을 증명하고 있다.

## 구조
작품은 전4악장으로 구성되어 있다.
1. 알레그로
2. 안단테
3. 미뉴에트
4. 프레스토

연주 소요 시간은 20분에서 25분 정도이다.

## 참고 문헌
각주
1. ↑  작곡가의 필사본에는 안단테 악장의 시작이 미뉴에트를 기반으로 쓰여져 있다.
하지만 그것은 작곡가에 의해 폐기되었고 나중에는 론디노 내림마장조, WoO 25로 출판되었다.[2]

1. ↑  위그모어 2009, 2쪽
2. ↑  쿠퍼 2000, 50쪽

출처
- 배리 쿠퍼 (2000). 《베토벤》. 미국: 옥스퍼드 대학교 출판부. ISBN 0191592706.
- 앵거스 왓슨 (2012). 《상황에 따른 베토벤 실내약》. 우드브리지: Boydell Press. ISBN 978-1-84383-716-9.
- 위그모어, 리처드 (2009). 《베토벤: 현악 오중주 작품 번호 4 & 29》 (PDF) (CD). 하이페리온 레코드. CDA67693.